# 臺灣薩盲蝽
臺灣薩盲蝽（学名：Psallops formosanus）为盲蝽科薩盲蝽屬下的一个种。其种加词“formosanus”意为“台湾的”。